# Jaume Guixà Vallès
Jaume Guixà Vallès (Els Hostalets de Pierola, Anoia, 13 d'abril de 1924 - Rubí, Vallès Occidental, 21 de febrer de 2009) fou un atleta, corredor de cros, fondista i maratonià català.
Després de pràcticar la boxa durant un temps, acabà per dedicar-se a l'atletisme, on debutà l'any 1942 a la Jean Bouin. Competí amb les seccions d'atletisme del RCD Espanyol i del FC Barcelona. Fou campió de Catalunya de cros l'any 1951, i tres vegades campió d'Espanya de marató el 1955 a Barcelona, i el 1960 i 1962 a Saragossa. Amb la selecció espanyola, disputà sis edicions del Cros de les Nacions, aconseguint com a millor registre el 26è lloc l’any 1950 a Brussel·les A més, aconseguí la medalla de bronze a la marató del Jocs Iberoamericans el 1962. Resident a Rubí des dels 19 anys, la milla que se celebra cada any a la ciutat vallesana porta el seu nom.